# Abies Sect. Amabilis
Секција Amabilis је део рода јела који броји две врсте. Ареал распрострањења секције има дисјунктан карактер — обухвата запад Северне Америке и исток Азије (Јапан). 
У секцији Amabilis налазе се следеће врсте:
- — пацифичка јела
- — мејрисова јела, која расте на јапанским планинама